# Spermolepis inermis
Spermolepis inermis är en flockblommig växtart som först beskrevs av Thomas Nuttall och Dc., och fick sitt nu gällande namn av Mildred Esther Mathias och Lincoln Constance. Spermolepis inermis ingår i släktet Spermolepis och familjen flockblommiga växter. Inga underarter finns listade i Catalogue of Life.